# Довжина опери
Довжина опери - це термін, який використовується для позначення довжини самого одягу або аксесуарів у жіночій моді. Вираз застосовується до наступного.
- Намисто
- Рукавичка (називається оперна рукавичка )
- Панчоха (розмір [2] [3] )
- Держатель для сигарет

Вони бувають різних довжин, від коротких до довгих, але той, чий поділ за довжиною представлений як «опера», часто означає найдовший з них.
" Опера " - типове виконавське мистецтво західної культури . Взаємозв'язок між нею та "довжиною опери" невідома. Однак жінки, які виконують провідну роль в оперних балах, традиційно носять довгі намиста та довгі рукавички  . Для цих довжин використовується слово "довжина опери".

## Дивитися також
- Історія західної моди
- Бальна сукня
- вечірня рукавичка

## зовнішні посилання
- За любов до оперних рукавичок
- Історія оперних рукавичок